# Аксёново (Орехово-Зуевский район)
Аксёново — деревня в Орехово-Зуевском муниципальном районе Московской области. Входит в состав сельского поселения Белавинское. Население — 26 чел. (2010).

## Расположение
Деревня Аксёново расположена в восточной части Орехово-Зуевского района, примерно в 31 км к юго-востоку от города Орехово-Зуево. Высота над уровнем моря 133 м.

## История
До отмены крепостного права жители деревни относились к разряду государственных крестьян. После 1861 года деревня вошла в состав Петровской волости Егорьевского уезда. Приход находился в селе Васютино.
В 1926 году деревня входила в Аксеновский сельсовет Красновской волости Егорьевского уезда.
В 1994—2006 годы Аксёново входило в состав Белавинского сельского округа Орехово-Зуевского района.

## Население
В 1885 году в деревне проживало 386 человек, в 1905 году — 474 человека (233 мужчины, 241 женщина), в 1926 году — 399 человек (157 мужчин, 242 женщины). По переписи 2002 года — 23 человека (12 мужчин, 11 женщин).
| 1859 | 1868 | 1885 | 1905 | 1926 | 2002 | 2006 |
| ---- | ---- | ---- | ---- | ---- | ---- | ---- |
| 262  | ↗290 | ↗386 | ↗474 | ↘399 | ↘23  | ↗24  |
| 2010 |      |      |      |      |      |      |
| ↗26  |      |      |      |      |      |      |